# العلاقات البولندية اللوكسمبورغية
العلاقات البولندية اللوكسمبورغية هي العلاقات الثنائية التي تجمع بين بولندا ولوكسمبورغ.

## مقارنة بين البلدين
هذه مقارنة عامة ومرجعية للدولتين:
| وجه المقارنة                                              | بولندا                                                                             | لوكسمبورغ                                                     |
| --------------------------------------------------------- | ---------------------------------------------------------------------------------- | ------------------------------------------------------------- |
| المساحة (كم2)                                             | 312.68 ألف                                                                         | 2.59 ألف                                                      |
| عدد السكان (نسمة)                                         | 38.43 مليون                                                                        | 599.45 ألف                                                    |
| الكثافة السكانية (ن./كم²)                                 | 122.91                                                                             | 231.45                                                        |
| العاصمة                                                   | وارسو                                                                              | لوكسمبورغ                                                     |
| اللغة الرسمية                                             | اللغة البولندية                                                                    | اللغة اللوكسمبورغية، لغة فرنسية، اللغة الألمانية              |
| العملة                                                    | زلوتي بولندي                                                                       | يورو، فرنك لوكسمبورغ                                          |
| الناتج المحلي الإجمالي (بليون دولار)                      | 524.51 مليار                                                                       | 62.40 مليار                                                   |
| الناتج المحلي الإجمالي (تعادل القوة الشرائية) بليون دولار | 1.02 تريليون                                                                       | 58.13 مليار                                                   |
| الناتج المحلي الإجمالي الاسمي للفرد دولار أمريكي          | 12.55 ألف                                                                          | 101.45 ألف                                                    |
| الناتج المحلي الإجمالي للفرد دولار أمريكي                 | 26.14 ألف                                                                          | 101.93 ألف                                                    |
| مؤشر التنمية البشرية                                      | 0.843                                                                              | 0.892                                                         |
| رمز المكالمات الدولي                                      | +48                                                                                | +352                                                          |
| رمز الإنترنت                                              | .pl                                                                                | .lu                                                           |
| المنطقة الزمنية                                           | توقيت وسط أوروبا، ت ع م+01:00، ت ع م+02:00، أوروبا/وارسو ‏، توقيت وسط أوروبا الصيفي | توقيت وسط أوروبا، ت ع م+01:00، ت ع م+02:00، أوروبا/لوكسمبورج ‏ |

## مدن متوأمة
في ما يلي قائمة باتفاقيات التوأمة بين مدن بولندية ولوكسمبورغية:
- ترتبط خوينا مع Niederanven [الإنجليزية]‏ باتفاقية توأمة.
- ترتبط Lębork [الإنجليزية]‏ مع دوديلانج باتفاقية توأمة.

## منظمات دولية مشتركة
يشترك البلدان في عضوية مجموعة من المنظمات الدولية، منها:
| علم المنظمة | اسم المنظمة                             | تاريخ انضمام بولندا | تاريخ انضمام لوكسمبورغ |
| ----------- | --------------------------------------- | ------------------- | ---------------------- |
|             | وكالة الفضاء الأوروبية                  | 19 يناير 2012       | ?                      |
|             | الاتحاد الأوروبي                        | 1 مايو 2004         | 25 مارس 1957           |
|             | وكالة ضمان الاستثمار متعدد الأطراف      | 29 يونيو 1990       | 29 أغسطس 1991          |
|             | منظمة التعاون الاقتصادي والتنمية        | 22 نوفمبر 1996      | ?                      |
|             | الأمم المتحدة                           | 24 أكتوبر 1945      | 24 أكتوبر 1945         |
|             | الوكالة الدولية للطاقة                  | 25 سبتمبر 2008      | ?                      |
|             | الفريق المعني برصد الأرض                | ?                   | ?                      |
|             | مركز تنسيق الحركة في أوروبا ‏            | ?                   | ?                      |
|             | منظمة حظر الأسلحة الكيميائية            | ?                   | ?                      |
|             | منظمة التجارة العالمية                  | 1 يوليو 1995        | ?                      |
|             | منظمة الشرطة الجنائية الدولية           | ?                   | ?                      |
|             | منظمة الأمن والتعاون في أوروبا          | 25 يونيو 1973       | 25 يونيو 1973          |
|             | مؤسسة التنمية الدولية                   | 28 أكتوبر 1960      | 4 يونيو 1964           |
|             | حلف شمال الأطلسي                        | 12 مارس 1999        | 4 أبريل 1949           |
|             | نظام تحكم تكنولوجيا القذائف             | 1998                | 1990                   |
|             | يونسكو                                  | 6 نوفمبر 1946       | 27 أكتوبر 1947         |
|             | مجلس أوروبا                             | 26 نوفمبر 1991      | ?                      |
|             | الاتحاد البريدي العالمي                 | 1 مايو 1919         | ?                      |
|             | البنك الدولي للإنشاء والتعمير           | 27 يونيو 1986       | 27 ديسمبر 1945         |
|             | اتفاقية السماوات المفتوحة               | ?                   | ?                      |
|             | الاتحاد الدولي للاتصالات                | 1921                | 2 مارس 1866            |
|             | مؤسسة التمويل الدولية                   | 29 ديسمبر 1987      | 4 أكتوبر 1956          |
|             | المنظمة الأوروبية لسلامة الملاحة الجوية | 2004                | 1960                   |
|             | مجموعة أستراليا                         | 1994                | 1985                   |
|             | مجموعة الموردين النوويين                | ?                   | ?                      |

## وصلات خارجية
- موقع وزارة الخارجية البولندية
- موقع وزارة الخارجية اللوكسمبورغية